# أورلاندو براون
أورلاندو براون (بالإنجليزية: Orlando Brown)‏ هو فلاح وسياسي أمريكي، ولد في 29 ديسمبر 1828، وتوفي في 22 ديسمبر 1910. حزبياً، نشط في الحزب الجمهوري. وقد انتخب عضو مجلس ولاية ويسكونسن.